# Хёйсман, Дан
Дан Хёйсман (нидерл. Daan Huisman; родился 26 июля 2002, Арнем, Нидерланды) — нидерландский футболист, полузащитник клуба «Эйндховен».

## Футбольная карьера
Хёйсман — уроженец города Арнем. Заниматься футболом начал в команде РКХВВ. В 11 лет перешёл в школу клуба «Витесс». С 2019 года выступал за молодёжную команду клуба. С сезона 2020/21 привлекался к тренировкам с основной командой. 19 сентября 2020 года дебютировал в Эредивизи в поединке против роттердамской «Спарты», выйдя на замену на 90-й минуте вместо Лои Опенды.
31 августа 2022 года перешёл на правах аренды в ВВВ-Венло до конца сезона 2022/23.
31 августа 2023 года был арендован до конца года норвежским клубом «Хёугесунн».

## Семья
Отец футболиста — Фрэнк — долгое время был игроком команды РКХВВ. Есть младший брат — Бас — играет за «Витесс».

## Статистика по сезонам
| Клуб             | Сезон            | Лига | Лига | Кубок | Кубок | Европейские кубки | Европейские кубки | Прочие | Прочие | Итого | Итого |
| Клуб             | Сезон            | Игры | Голы | Игры  | Голы  | Игры              | Голы              | Игры   | Голы   | Игры  | Голы  |
| ---------------- | ---------------- | ---- | ---- | ----- | ----- | ----------------- | ----------------- | ------ | ------ | ----- | ----- |
| Витесс           | 2020/21          | 20   | 0    | 3     | 0     | —                 | —                 | —      | —      | 23    | 0     |
| Витесс           | 2021/22          | 23   | 0    | 2     | 1     | 5                 | 2                 | 4      | 0      | 34    | 3     |
| Витесс           | 2022/23          | 2    | 0    | 0     | 0     | —                 | —                 | —      | —      | 2     | 0     |
| Витесс           | 2023/24          | 1    | 0    | 0     | 0     | —                 | —                 | —      | —      | 1     | 0     |
| Витесс           | Итого            | 46   | 0    | 5     | 1     | 5                 | 2                 | 4      | 0      | 60    | 3     |
| → ВВВ-Венло      | 2022/23          | 32   | 4    | 1     | 1     | —                 | —                 | 2      | 0      | 35    | 5     |
| → ВВВ-Венло      | Итого            | 32   | 4    | 1     | 1     | —                 | —                 | 2      | 0      | 35    | 5     |
| → Хёугесунн      | 2023             | 10   | 1    | —     | —     | —                 | —                 | —      | —      | 10    | 1     |
| → Хёугесунн      | Итого            | 10   | 1    | —     | —     | —                 | —                 | —      | —      | 10    | 1     |
| Эйндховен        | 2024/25          | 35   | 2    | 2     | 2     | —                 | —                 | —      | —      | 37    | 4     |
| Эйндховен        | Итого            | 35   | 2    | 2     | 2     | —                 | —                 | —      | —      | 37    | 4     |
| Всего за карьеру | Всего за карьеру | 123  | 7    | 8     | 4     | 5                 | 2                 | 6      | 0      | 142   | 13    |